# مرسدس روئل
مرسدس روئل (انگلیسی: Mercedes Ruehl؛ زادهٔ ۲۸ فوریهٔ ۱۹۴۸) بازیگر تئاتر، فیلم و تلویزیون اهل ایالات متحده آمریکا است. او برنده جایزه اسکار بهترین بازیگر نقش مکمل زن برای فیلم شاه ماهیگیر در سال ۱۹۹۲ و جایزه تونی برای فیلم گمشده در یانکرز در سال ۱۹۹۱ شده‌است.

## بخشی از فیلمشناسی
از فیلم‌ها یا برنامه‌های تلویزیونی که وی در آن نقش داشته‌است می‌توان به آثار زیر اشاره کرد.
سینما
- سلحشوران (فیلم) (۱۹۷۹)
- دل‌سوختگی (۱۹۸۶)
- روزگار رادیو (۱۹۸۷)
- تقاطع خیابان ۸۴ (۱۹۸۷)
- راز موفقیت من (۱۹۸۷)
- ازدواج با گروه تبهکاران (۱۹۸۸)
- بزرگ (فیلم ۱۹۸۸) (۱۹۸۸)
- جنایت و جنحه (۱۹۸۹)
- بردگان نیویورک (۱۹۸۹)
- مردم دیوانه (۱۹۹۰)
- شاه ماهیگیر (۱۹۹۱)
- آخرین حرکت قهرمان (۱۹۹۳)
- مرد منفی (۱۹۹۹)
- خانه ترسناک (۲۰۰۲)
- شیادان (۲۰۱۹)

تلویزیون
- فریژر (۹۶–۱۹۹۵)
- دختری چون من: داستان گوئن آرائوخو (۲۰۰۶)
- دارودسته (مجموعه تلویزیونی) (۲۰۰۶)
- غیب‌گو (مجموعه تلویزیونی) (۲۰۰۷)
- دو دختر ورشکسته (۲۰۱۶)
- ان‌سی‌آی‌اس (۲۰۱۷)
- قدرت (مجموعه تلویزیونی) (۲۰۱۷)

تئاتر
- گمشده در یانکرز (۱۹۹۱)